# 工程料表
工程料表（engineering bill of materials），也稱為工程物料清單，簡稱EBOM，是反映工程師所設計產品的料表。工程料表是設計階段的重要工具，會列出產品的功能需求、技術結構、設計規格，以及各部組或零件對應的規格，其中也會有許多對應的CAD文件。工程料表的目的是要確認產品設計的準確和完整。若客戶變更需求，也會有新的工程料表，並且評估對於成本的影響。
工程料表和模組化料表或可組態料表（configurable BOM，CBOM）概念無關，模組化料表或可組態料表是反映可販售終端產品的選擇列表。
工程料表會和銷售料表（已賣出的）、服務料表（因為現場服務變更而有的修改）對齊。工程料表會包括所有替代或是替換的料號，也會包括製圖說明中列出的零件。